# Cucullia lactea
Cucullia lactea är en fjärilsart som beskrevs av Fabricius 1787. Cucullia lactea ingår i släktet Cucullia och familjen nattflyn. Inga underarter finns listade i Catalogue of Life.